# Konzerthaus Berlin
Konzerthaus Berlin je koncertní síň v německém hlavním městě Berlíně, na náměstí Gendarmenmarkt. Je domovskou scénou symfonického orchestru Konzerthausorchester Berlin. Každé léto hostí mezinárodní festival mládežnických orchestrů Young Euro Classic. Koncertní síň byla postavena v roce 1821 podle návrhu Karla Friedricha Schinkela, původně sloužila jako divadlo. Budova byla vážně poškozena během druhé světové války a obnovena v letech 1977 až 1984 jako koncertní sál. Od roku 1994 nese současný název. Velký sál je vybaven pozoruhodnými varhanami postavenými firmou Jehmlich Orgelbau Dresden v roce 1984. Varhany mají 74 rejstříků a 5811 píšťal. Podle časopisu Acoustics Today patří Konzerthaus Berlin mezi pět nejlepších koncertních sálů na světě co do akustiky (vedle Teatro Colón v Buenos Aires, Musikverein ve Vídni, Concertgebouw v Amsterdamu a Symphony Hall v Bostonu). Velký sál má kapacitu 1600 diváků.